# Чет Хоумгрен
Чет Томас Хоумгрен (енгл. Chet Thomas Holmgren; Минеаполис, Минесота, 1. мај 2002) амерички је кошаркаш. Игра на позицијама крилног центра и центра, а тренутно наступа за Оклахома Сити тандер. Иста екипа га је бирала на НБА драфту 2022. године као другог пика у првој рунди.
Хоумгрен је пре изласка на драфт једну годину провео на Универзитету Гонзага, где је одиграо 32 утакмице уз просечан учинак од 14,4 поена и 9,9 скокова по мечу.
Чет је препознат као један од најбољих центара нове генерације. Његова покретљивост и способност да погађа тројке у високим процентима оцењени су највисочијим оценама од стране великог броја познатих НБА скаута.
На утакмици против Кливленд кавалирса, одиграној 27. октобра 2023. године, Чет је имао седам блокада, чиме је постао рекордер Оклахома Сити тандера по броју рампи на једној утакмици у почетничкој сезони.
Хоумгрен је у победи против Голден Стејта 18. новембра 2023. године имао учинак од 36 поена, 10 скокова, 5 асистенција, две украдене лопте и исто толико блокада, чиме је постао једини играч уз Мајкл Џордана који је у почетничкој сезони имао минимум 35 поена, 10 скокова и 5 асистенција на једном мечу.
У дресу младе репрезентације САД-а за играче до 19 година освојио је златну медаљу на Светском првенству које је 2021. године одржано у Риги. Холгрем је проглашен за најкориснијег играча овог првенства, а просечно је имао 11,9 поена, 6,7 скокова и чак 2,7 блокада по мечу.

## Успеси

### Клупски
- Оклахома Сити тандер: 
  - НБА (1): 2024/25.

### Репрезентативни
- Светско првенство до 19 година:  2021.

### Појединачни
- Најкориснији играч Светског првенства до 19 година: 2021.
- Идеални тим новајлија НБА — прва постава: 2023/24.